# Macalpinomyces leptocarydionis
Macalpinomyces leptocarydionis är en svampart som beskrevs av Vánky 2002. Macalpinomyces leptocarydionis ingår i släktet Macalpinomyces och familjen Ustilaginaceae.   Inga underarter finns listade i Catalogue of Life.